# 張德培
張德培（英語：Michael Chang Te-pei，1972年2月22日— ），出生於美國紐澤西州，是已退役华裔男子網球運動員，網球教練，一座大滿貫得主，最高單打世界排名爲第2位，贏得了34座ATP巡回賽冠軍頭銜，他被公認為網球史上最佳亞裔男子選手。
張德培在1989年，以17歲又3個月之齡奪得法國網球公開賽冠軍，至今仍為網球史上最年輕的大滿貫男單冠軍和唯一赢得大滿貫男單冠軍的亞裔選手，職業生涯共四次闖入大滿貫決賽，並在2008年入選國際網球名人堂成員。

## 家庭及職業生涯
張德培生於美國紐澤西州霍博肯市。张德培的父親張洪笙7歲時隨家人从中国大陆遷往臺灣，1966年從臺灣移民到美國，工作是化學研究員，非常喜歡網球且研究網球。张德培的母亲董良因後來辭掉工作陪兒子訓練和比賽。他們為了支持張德培網球事業，賣掉新澤西原有房屋，舉家遷往明尼蘇達，後來又遷往加利福尼亞。
1984年，12歲的張德培獲得美國少年硬地網球單打冠軍。1987年，15歲獲得美國全國少年網球錦標賽冠軍。1988年，16歲正式進入職業網壇，同年9月，他在舊金山獲得全美網球公開賽冠軍，職業排名從163位升至30位，為當年職業網壇最佳新人。
1988年，法國網球組委會，給還沒有參賽資格的張德培一張外卡，在羅蘭·加洛斯的球場累積經驗。 
1989年法國公開賽男單賽事，當時年僅17歲又3個月的張德培，以15種子的身分，一路殺進決賽，晉級路途中曾淘汰和。決賽中逆转打敗瑞典職業網球男子選手斯特凡·埃德贝里，捧走冠軍獎盃，成为史上最年輕大满贯冠军，而且至今仍然保持该记录。埃德贝里赛后稱讚道“他是我所見過的最頑強的對手，他似乎永遠不知疲倦地奔跑。”他也是1955年卓伯特（Tony Trabert）之後，在法網封王的又一位美國球員。
1990年加拿大公開賽, 他又以18歲又5個月之齡奪得冠軍, 成為1990年大師賽年代開始至今，最年輕的1000大師賽男單冠軍，他在晉級過程中擊敗敗過阿加斯和森柏斯。
1996年的單打排名達全球第二，雙打的最高排名則是1993年的全球第199名，在1988年-2003年間的職業生涯中共奪34個ATP巡迴賽事冠軍，他於2003年美國網球公開賽首輪輸給智利球員後宣佈退出職業網壇。
張德培亦曾在1995年的法国网球公开赛、1996年的澳大利亚球公開賽和美國網球公開賽奪得亞軍。
此外，亦曾協助美國奪得一屆世界團體盃(1993年)，他亦協助美國奪得1990年的戴维斯杯（參看戴维斯杯一段落）。
在16年的職業生涯中，張德培世界排名一度高居第二，並有長達7年時間名列世界前10。
張及其家人均為基督徒，於1999年成立「張家基金會」，其目的是「向全世界推廣耶穌基督的福音」。
2003年退休後，轉型當教練，曾指導中國網球女將彭帥。
他在2008年1月入選國際網球名人堂，在美國時間7月12日的入會典禮上，正式成為名人堂一員。
張德培於2008年10月18日在美國加州Laguna Hill與另一位職業美籍華人网球选手劉安寶結婚。
張德培於2014年成為了日本選手錦織圭的教練。
張德培夫婦的女兒張潔美（Lani）於2010年12月9日出生，次女張潔麗（Maile）於2013年2月出生。
張德培曾拍過勁量電池廣告，擬人化的電池和張德培比賽網球，當張德培累倒在地上時勁量電池仍然渾身是勁。

## 特殊記錄
- 他是大滿貫史上最年輕的男子單打冠軍得主，1989年以17歲零3個月之齡勇奪法網男子單打冠軍。
- 張德培唯一的大滿貫男單冠軍來自紅土球場的法網，但他的所有七個大師賽單打冠軍均來自硬地球場，他的34個男單冠軍中也只有4個來自泥地球場，正因如此，他並不被歸類為紅土專家。
- 他是少數能取得陽光雙冠，即同年印第安泉大師賽和邁阿密大師賽男單冠軍的球員（1992年），同時也是少數能在生涯取得全數四個北美大師賽（印第安泉大師賽、邁阿密大師賽、加拿大大師賽和辛辛那提大师賽）男單冠軍的球員。

## 大满贯男單

### 冠軍（1）
| 年份 | 比賽 | 場地 | 決賽對手 | 對手國籍 | 勝方比分                |
| ---- | ---- | ---- | -------- | -------- | ----------------------- |
| 1989 | 法网 | 泥地 | 艾德伯格 | 瑞典     | 6-1, 3-6, 4-6, 6-4, 6-2 |

### 亞軍（3）
| 年份 | 比賽 | 場地 | 決賽對手 | 對手國籍 | 勝方比分           |
| ---- | ---- | ---- | -------- | -------- | ------------------ |
| 1995 | 法网 | 泥地 |          | 奥地利   | 7-5, 6-2, 6-4      |
| 1996 | 澳网 | 硬地 |          | 德国     | 6-2, 6-4, 2-6, 6-2 |
| 1996 | 美网 | 硬地 |          | 美国     | 6-1, 6-4, 7-6      |

## ATP巡迴賽

### 單打冠軍（34）
- 1988年 (1) - 舊金山
- 1989年 (2) - 法網、溫布利（Silkcut室內賽, 前溫布萊職業錦標賽）
- 1990年 (1) - 蒙特利尔/多倫多 A
- 1991年 (1) - 伯明翰
- 1992年 (3) - 舊金山、印第安泉（新聞周刊盃）A、邁阿密（比斯坎灣立頓錦標賽）A
- 1993年 (5) - 雅加達、大阪、（Thrifway世界冠軍賽）A、吉隆坡、北京沙龍公開賽
- 1994年 (6) - 雅加達、費城（前美國職業室內賽, Comcast室內賽）、香港沙龍公開賽、阿特蘭大（AT&T挑戰賽）、辛辛那提（Thrifway世界冠軍賽）A、北京沙龍公開賽 （中国公開賽）
- 1995年 (4) - 香港沙龍公開賽、亞特蘭大（AT&T挑戰賽)、東京室內賽（精工超级网球赛)、北京沙龍公開賽
- 1996年 (3) - 印第安泉（新聞周刊盃）A、華盛頓（梅森精英賽）、洛杉磯（Infiniti公開賽）
- 1997年 (5) - 孟菲斯（Kroger ST. Jude國際賽）、印第安泉（新聞周刊盃）A、香港沙龍公開賽、奧蘭多（美國男子泥地錦標賽）、華盛頓（梅森精英賽）
- 1998年 (2) - 波士頓（MFS Pro錦標賽, 前美國職業錦標賽）、上海（喜力公開賽）
- 2000年 (1) - 洛杉磯（梅塞德斯-朋馳盃）

^  注解A：為ATP大師賽（共7項）

### 團體

#### 世界團體盃
- 1993年冠軍  （页面存档备份，存于）

#### 戴维斯杯
張德培多次代表美國隊參加戴维斯杯，帶領美國隊在戴维斯杯取得1次冠軍。
- 1990年決賽勝澳大利亚3:2
- 按：戴维斯杯是一年一度男子網球的世界團體錦標賽，是國際網球比賽中最高水平的團體賽。

## 著作
《掌握人生發球權》（Holding Serve: Persevering On and Off the Court）

## 外部連結
- Michael Chang | International Tennis Hall of Fame （英文）
- 官方网站 （英文）
- 張德培（英文/西班牙文）的官方資料
- 張德培的國際網球總會 職業／青少年 官方資料（英文）
- 張德培的官方資料（英文）
- YouTube:香港經典廣告-（1995）Rejoice（張德培） （页面存档备份，存于）
- YouTube:香港經典廣告-（1993）Rejoice（張德培） （页面存档备份，存于）